# Han Yu
En aquest nom xinès, el cognom és Han.
Han Yu (en xinès tradicional 韓愈, xinès simplificat 韩愈, pinyin Hán Yù)(768-824) va ser un erudit xinès de la dinastia Tang, considerat com una de les figures més importants de la seva època, tant des del punt de vista polític com intel·lectual. Va ser un assagista i poeta molt influent, historiador i home polític. Aferrissadament antibudista, és considerat com un dels primers precursors del neoconfucianisme.

## Activitats
Va posar en marxa el Moviment per la llengua (古文 运动) amb el qual pretenia desfer-se de la prosa florida que havia prevalgut des dels Han fins als Tang per tornar a un estil més directe, més despullat. Tot i ser poeta, és més conegut pels seus assajos, sovint plens d'humor tot i el seu aspecte moral.
A nivell filosòfic va rebutjar el que considerava com influències alienes d'un budisme "estranger" i es va lamentar de la contaminació del confucianisme per aquestes mateixes influències. Considerava que aquest ensenyament, així com el taoisme, eren nocius per a la moralitat pública i que només l'ètica confuciana garantia l'estabilitat política i social.
Defensava la idea que el "veritable ensenyament" havia passat dels mítics Yao i Shun a Yu; de Yu als reis Wen i Wu i al Duc de Zhou; d'ells a Confuci i de Confuci a Menci. A partir de Menci, però, cap pensador no hauria comprès totalment aquest ensenyament. Xunzi i Yang Xiong haurien seleccionat només una part de l'ensenyament confucià, però no la part més essencial. Paradoxalment, aquesta idea de Han Yu és molt semblant al concepte budista de la transmissió esotèrica de l'ensenyament de Siddharta Gautama segons les escoles Mahayana i Chan.
En un assaig titulat El Tao original intenta introduir els conceptes fonamentals del taoisme a l'ètica confuciana; també hi demana posar fi a les accions de taoistes i budistes tot expulsant-los dels seus temples i cremant els seus llibres, desig que es faria realitat l'any 845 durant la gran onada de persecucions que van posar fi a l'edat d'or del budisme a la Xina.
Com que el budisme gaudia dels favors de la cort, finalment va ser exiliat per haver criticat en termes extremadament violents l'adoració de les relíquies del Buda. En canvi, a l'època dels Song va ser rehabilitat i considerat com el "sant patró" de la renaixença del confucianisme.